# Jorge Salinas

Jorge Salinas Pérez  (Mexikóváros, 1968. július 27. –) mexikói színész.

## Élete
Fiatal korától kezdve pilóta szeretett volna lenni, azonban mikor egy kisebb szerepet kapott, hirtelen megváltoztak az elképzelései. Beiratkozott a CEA (Centro de Educación Artística) művészeti iskolába, ahol 1990-ben szerzett diplomát.
Röviddel a CEA elvégzése után meg is kapta az első komolyabb szerepét: Damián Souberville-ként bizonyíthatott az 1992-es Valeria y Maximiliano című sorozatban. Eztán sorra kapott kisebb-nagyobb szerepeket különböző szappanoperákban - ezek közül azonban egyiket sem adta le magyar televíziócsatorna .
Eközben 1996-ban megszületett első kislánya, Gabriela, melynek édesanyja Salinas akkori barátnője, Adriana Castano.
1998-ban felkérték a Tres mujeres című szappanopera egyik férfi főszerepére, mely új fejezetett nyitott a karrierjébe. Ezt követte a Sexo, pudor y lágrimas, majd a Solo para Mujeres, melyeknek köszönhetően a közönség egyik kedvenc "szívtiprójává" vált.
Karrierje felfelé ívelt: 2000-ben főszerepet kapott a méltán népszerű Lucero, Jaime Camil és Susana Zabaleta oldalán a Mi Destino eres tú című szappanoperában.
Megismerkedett Fatima Boggióval, későbbi feleségével, aki egy csodálatos fiú ikerpárral (Santiagóval és Jorge Emilióval) ajándékozta meg Salinast.
2003-ban megkapta A szerelem ösvényei című szappanopera főszerepét, melyet - elsőként Salinas karrierje során - magyar televíziócsatorna is műsorra tűzött. Ugyanebben az évben főszerepet kapott a Mariana de la noche című telenovellában Alejandra Barros partnereként.
Eközben Fátima és Jorge kapcsolata megromlott és különváltak útjaik. 2006-ban pedig Salinas egy rövidtávú kapcsolata Andrea Nolival (aki szintén színésznő) volt.
Következő főszerepét a 2005-ös La esposa virgen című szappanoperában kapta Adela Noriega mellett, akivel ezt követően 2008-as Fuego en la sangre című alkotásban is együtt játszottak.
Ez utóbbi szappanopera hozott az életébe újabb szerelmet, a forgatás során ugyanis megismerkedett Elizabeth Álvarez színésznővel, akivel 2011. október 15-én egybekeltek.
Salinas a Fuego en la sangre után közel három éven át nem kapott újabb televíziószerepet, s már az is megfordult a fejében, hogy átigazoljon a konkurens TvAztecához, mikor felkérték a Megkövült szívek főgonosz/főhős szerepére. 2011 szeptemberében azonban Jorge súlyos tüdőgyulladást kapott, aminek következtében le kellett állítani a forgatást. Nem volt biztos, hogy időben fel fog épülni, így már az is felmerült, hogy valaki átveszi majd a karakterét. Szerencsére két hónap után a színész teljesen felépült, így nem volt szükség a szereplőváltásra.
A Megkövült szívek gyorsan közönségkedvenccé vált Mexikóban, s meg sem állt az USA-ig, majd Európa több országát is meghódította. Magyarországra a StoryTV hozta el június 4-én a sorozatot, mely Jorge Salinas legnépszerűbb alakítása lett A szerelem ösvényei óta.

## Szerepei
| Év                | Cím                                     | Szerep                                                     | Magyarhang      |
| ----------------- | --------------------------------------- | ---------------------------------------------------------- | --------------- |
| 1983              | Viva el chubasco                        |                                                            |                 |
| 1991              | Cadenas de amargura                     | Roberto Herrera                                            |                 |
| 1991              | Valeria y Maximiliano                   | Damián Souberville                                         |                 |
| 1992              | El abuelo y yo                          | Ernesto                                                    |                 |
| 1992              | Como cualquier noche                    |                                                            |                 |
| 1992              | Mágica juventud                         | Héctor                                                     |                 |
| 1993              | Dos mujeres, un camino                  | Ángel                                                      |                 |
| 1995              | Morelia                                 | Beto Solorzano                                             |                 |
| 1996              | Canción de amor                         | Damián                                                     |                 |
| 1996              | Mujer, casos de la vida real            |                                                            |                 |
| 1997              |                                         |                                                            |                 |
| Mi querida Isabel | Alejandro                               |                                                            |                 |
| María Isabel      | Ruben                                   |                                                            |                 |
| 1999              | Tres mujeres                            | Sebastián Méndez                                           |                 |
| 1999              | Sexo, pudor y lágrimas                  | Miguel                                                     |                 |
| 2000              | Korcs szerelmek (Amores perros)         | Luis                                                       | Kárpáti Levente |
| 2000              | Mi destino eres tú                      | Eduardo Rivadeneira                                        |                 |
| 2001              | Atrévete a Olvidarme                    | Daniel González                                            |                 |
| 2002              | A szerelem ösvényei (Las vías del amor) | Gabriel Quesada Barragán                                   | Dolmány Attila  |
| 2003              | La hija del caníbal                     | Security guard                                             |                 |
| 2003              | Mariana de la noche                     | Ignacio Lugo Navarro / Halcon Luna                         |                 |
| 2005              | La esposa virgen                        | José Guadalupe Cruz                                        |                 |
| 2006              | La fea más bella (Lety, a csúnya lány)  | Rolando 'Ruli'                                             |                 |
| 2008              | Fuego en la sangre                      | Oscar Reyes-Robles                                         |                 |
| 2009              | Labios rojos                            | Ricardo Caballeros                                         |                 |
| 2011              | La otra familia                         | Jean Paul                                                  |                 |
| 2011-12           | Megkövült szívek (La que no podia amar) | Rogelio Montero Baez                                       | Kárpáti Levente |
| 2012              | Qué bonito amor                         | Santos Martínez de la Garza Treviño / Jorge Alfredo Vargas |                 |
| 2014              | Szerelem ajándékba (Mi corazón es tuyo) | Fernando Lascuraín Borbolla                                | Laklóth Aladár  |
| 2015              | Szeretned kell! (Pasión y poder)        | Arturo Montenegro                                          | Dolmány Attila  |

## Díjak és jelölések
| Év   | Díj            | Kategória                | Telenovella         | Eredmény |
| ---- | -------------- | ------------------------ | ------------------- | -------- |
| 2000 | TVyNovelas-díj | Legjobb fiatal színész   | Tres mujeres        | Jelölve  |
| 2001 | TVyNovelas-díj | Legjobb férfi főszereplő | Mi destino eres tú  | Jelölve  |
| 2003 | TVyNovelas-díj | Legjobb férfi főszereplő | A szerelem ösvényei | Jelölve  |
| 2004 | TVyNovelas-díj | Legjobb férfi főszereplő | Mariana de la noche | Jelölve  |
| 2009 | TVyNovelas-díj | Legjobb férfi főszereplő | Fuego en la sangre  | Jelölve  |
| 2012 | TVyNovelas-díj | Legjobb férfi főszereplő | Megkövült szívek    | Elnyerte |